# Infanteria de Marina de la República de Corea
La Infanteria de Marina de la República de Corea és el cos d'infanteria de Corea del Sud (coreà: 대한민국 해병대, xinès: 大韩民国 海 兵 队, Alfabet llatí: Daehanminguk Haebyeongdae) és la infanteria de marina de Corea del Sud. La Infanteria Naval, està sota la supervisió del Cap d'Operacions Navals, i funciona com un braç independent de les Forces Armades terrestres de Corea del Sud, ja que les forces navals funcionen com a part de l'Armada del país.

## Fundació del Cos
Va ser fundada com una força de reconeixement just abans de l'inici de la Guerra de Corea. Els coreans també van entrar en combat durant la Guerra del Vietnam, a la base de Da Nang, Vietnam, lluitant al costat dels Cos de Marines dels Estats Units, i dels US Navy Seals. El 15 d'abril de 1949, la Infanteria de marina de la República de Corea (ROKMC en anglès) va ser fundada a l'aeròdrom de Deoksan en Jinhae amb una dotació inicial de 380 homes i va ser modelat per la US Marine Corps (USMC). El Tinent coronel Shin Hyun-Joon va ser designat per dirigir com a primer comandant de la recentment creada Infanteria de marina i com a Comandant va ser ascendit a Coronel l'1 de juliol de 1949.1 Les tropes ROKMC es van emetre amb moltes armes sobrants de l'Exèrcit Imperial Japonès utilitzades durant la segona Guerra Mundial, incloent el 7.7 mm Type 99 Light Machine Gun. La Infanteria de Marina va dur a terme operacions de repressió contra els elements comunistes a Jinju i Jeju-do, va rebre el seu baptisme de foc durant la Guerra de Corea.

## Guerra del Vietnam

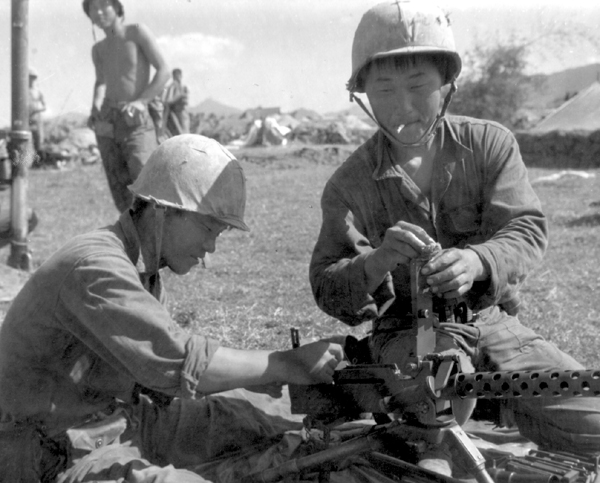
Infant de marina sud-coreà a Phú Yên.

Durant la Guerra del Vietnam, el Cos de Marines de la República de Corea: (ROKMC) en anglès), va enviar a la Brigada Cheongryeong ("Drac Blau", 청룡 /靑 龙) a Vietnam.
A petició dels Estats Units d'Amèrica, el President Park Chung Hee de la República de Corea, va acordar enviar unitats militars a Vietnam, tot i l'oposició de l'Assemblea i el poble. Els Estats Units van acordar proveir amb fons addicionals als militars coreans per modernitzar les seves Forces armades, per un total de prop de mil milions de dòlars.
Les unitats de la República de Corea, "Tactical Àrea of Responsibility", o Àrea Tàctica de Responsabilitat, (TAR) en anglès, eren a la meitat sud del primer Exèrcit.
En virtut d'un conveni amb la Infanteria de marina, els mitjans de transport aeri serien proporcionats a la Brigada, i se'ls assignaria la mateixa prioritat per als avions disponibles igual que a les unitats nord-americanes. Un equip d'experts van ser enviats, amb la missió de mantenir un pont aeri sobre la Brigada "Drac Blau".
Inicialment, l'AK-47, equipava al Vietcong, i l'Exèrcit del Vietnam del Nord (EVN) superava en nombre i armament als soldats coreans, jà que els coreans anaven armats encara amb equipament de la Segona Guerra Mundial, amb rifles com el M1 Garand i la carrabina M1, però aviat van rebre armes més modernes, per part dels militars dels Estats Units, com ara el fusell d'assalt M-16.
Les tres principals unitats desplegades al Vietnam del Cos de Marines coreà van ser la Brigada "Drac Blau", la Divisió "Capital", i la Divisió "Cavall Blanc".
Diverses unitats de forces especials de la República de Corea també es van desplegar. La majoria de les operacions no superava la mida d'un Batalló, també van dur a terme operacions de la mida d'una Divisió, abans de la realització de les missions, els infants de marina de Corea del Sud, van exposar els seus plans amb molta més cura que els seus aliats, amb una major disciplina de foc, en l'ús eficaç del suport de foc, i amb una millor coordinació de les seves sub-unitats.
Es feien càrrec de la direcció de la lluita, el comandant del batalló, i el capità de la companyia. A la recerca dels seus enemics, els soldats de la República de Corea, duien a terme una sèrie de batudes detallades, així com interrogaren els presoners sospitós de formar part del Vietcong.
En comparació, les unitats nord-americanes solien dur a terme una sola Patrulla, seguida d'una retirada de tots els civils per a la posterior investigació. Aquest enfocament certament laboriós va donar els seus fruits en termes de confiscacions d'armes i reducció de l'activitat de risc a les zones controlades per les forces de la República de Corea.
Els coreans van aprendre ràpidament l'idioma vietnamita, jà que la majoria dels traductors del Vietnam podien ser espies del Vietcong i del EVN. Els coreans tenien una millor informació sobre el terreny, que els seus aliats nord-americans. Els coreans van dur a terme operacions de contrainsurgència. Els comandants nord-americans van considerar que l'ATR (Àrea Tàctica de Responsabilitat) coreana era la més segura. Aquestes afirmacions es basen en documents del Vietcong capturats després de l'ofensiva de la festa del "Tet". La direcció del EVN va advertir que era millor no participar en batalles contra els Marines coreans. L'Exèrcit del Vietnam del Nord, i el Vietcong eren sovint emboscats pels Marines coreans, els infants de marina, eren experts en la localització de les armes enemigues amagades. L'informe oficial de la participació sud-coreana a Vietnam, titulat "Vietnam Studies: Allied Participation in Vietnam", estableix que:
"L'enemic tem als coreans, tant per les seves innovacions tàctiques, com per la tenacitat dels seus soldats".
Les unitats nord-americanes a Vietnam eren capaces de trobar armes amagades, i també els coreans, ja que semblaven tenir un olfacte natural per a recollir les armes enemigues amagades. Els americans consideraven que era bo que els coreans fossin "amistosos".
Una de les operacions més destacades durant la Guerra del Vietnam va ser la Batalla de Vinh Dong, a on poc menys de 300 infants de marina, van defensar amb èxit la seva base contra més de 2.400 membres del Vietcong.
Una altra operació notable va ser la operció "Tigre Volador" a començaments de gener de l'any 1966, aquí, els coreans van comptar fins a 192 membres del Vietcong abatuts, i 11 baixes entre els coreans.
El manual de l'Exèrcit dels EUA sobre la participació de Corea a Vietnam, també estableix que:
"Els coreans anaven fins al fons en la seva planificació, i en la seva execució d'un pla. Envoltaven una àrea amb sigil i amb moviments ràpids, si bé el recompte d'enemics abatuts era no major, que el de les unitats de combat dels Estats Units, la minuciositat amb què els coreans cercaven a qualsevol àrea a on havien de lluitar, va ser confirmada pel fet que els coreans solen sortir amb un recompte d'armament enemic capturat, molt superior al de les tropes dels EUA participen en accions similars."
Un total de 320.000 soldats coreans va servir al Vietnam, amb un pic de forces en un moment donat, de prop de 48.000, al voltant de 4.000 soldats coreans van morir en aquesta Guerra. Les forces de Corea al Vietnam, van ser sovint capaces d'acumular una taxa de morts de prop de 25 per 1, comparat amb la mitjana americana al Vietnam, que era equivalent a 9 per 1. El manual del US Army parla sobre la participació coreana i diu que:
"L'anàlisi de les accions de la Divisió "Capital" durant el període que va des del 23 fins al 29 de gener de 1968 il·lustra clarament les tàctiques dels Marines de Corea."
Després del contacte amb una força enemiga prop de Phu Cat, els coreans van reaccionar amb rapidesa, van desplegar sis companyies en una maniobra de cèrcol, i van atrapar a la força enemiga a dins. Les tropes de Corea a poc a poc estrenyeren el cercle, la lluita continuà durant el dia, i també durant la nit, evitant així la fuga de l'enemic, al final del sisè dia de combats, 278 soldats del NVA havien estat morts en acció, amb la pèrdua de tan sols 11 coreans, una taxa de morts de 25 a 1.
A finals de 1968, la Novena Divisió Coreana d'Operacions, anomenada Baek Ma("cavall blanc" en coreà), va combatre des de l'11 d'octubre fins al 4 de novembre, va abatre 382 soldats del NVA, membres del Batalló número 7 del Regiment 18è. Durant aquesta operació, el 25 d'octubre, durant el divuitè aniversari de la Divisió, 204 enemics van ser morts, sense la pèrdua d'un sol soldat coreà.
El registre oficial militar dels EUA sobre la participació de Corea del Sud, a la Guerra del Vietnam, diu:
"Les operacions de la República de Corea, van ser professionals, ben planejades i executades amb cura, juntament amb els efectius aliats desplegats a les zones controlades per les Forces armades coreanes."

## Organització
El ROKMC compta amb aproximadament 28.000 soldats, i està organitzat en dues divisions, i una Brigada, principalment es dedica a protegir les illes de la nació. Els "Marines" coreans utilitzen llanxes de desembarcament, vaixells de superfície i aeronaus.